# Óscar Arroyo
Óscar Daniel Arroyo Peña (Santa Ana, El Salvador; 28 de enero de 1990) es un futbolista salvadoreño. Juega de Portero y su equipo actual es el Alianza Fútbol Club de la Primera División de El Salvador.

## Trayectoria
Inició su carrera futbolística en las reservas del extinto San Salvador Fútbol Club. En el 2008  pasó a las filas de Club Deportivo FAS de la Primera División de El Salvador, siendo este su primer club profesional y debutando ese mismo año. Sin embargo con el equipo tigrillo fue el portero suplente y esto solo le hizo acumular un total de 23 juegos disputados, durante 12 torneos (7 años) con el club. El 21 de mayo de 2014 se convirtió en portero del Alianza Fútbol Club firmando por 6 torneos cortos, en sus primeras tres temporadas fue el portero titular, ganando un campeonato en el Torneo Apertura 2015 y dos subcampeonato, además pudo diputar la Concacaf Liga de Campeones 2016-17. Para 2017 el club fichó al Uruguayo Víctor García que le quitó el protagonismo en el once titular. Aun así ha disputado un buen número de encuentros hasta la actualidad en que ganó tres títulos más.

## Selección nacional
Ha sido internacional con la Selección de fútbol de El Salvador en cuatro ocasiones. Su debut se produjo el 18 de febrero de 2016 en un amistoso contra Selección de fútbol de Panamá. Fue convocado a las eliminatorias rumbo al mundial de Rusia 2018.

## Clubes
Actualizado al último partido jugado el 13 de octubre de 2024.
| Club Deportivo FAS · El Salvador                  | 1.ª                 | 2008-09             |     |       |   |   |   |      |     |       |
| Club Deportivo FAS · El Salvador                  | 1.ª                 | 2009-10             |     |       |   |   |   |      |     |       |
| Club Deportivo FAS · El Salvador                  | 1.ª                 | 2010-11             | 0   | 0     | - | - | 1 | (5)  | 1   | (5)   |
| Club Deportivo FAS · El Salvador                  | 1.ª                 | 2011-12             | 3   | (4)   | - | - | - | -    | 3   | (4)   |
| Club Deportivo FAS · El Salvador                  | 1.ª                 | 2012-13             | 11  | (14)  | - | - | 2 | (7)  | 13  | (21)  |
| Club Deportivo FAS · El Salvador                  | 1.ª                 | 2013-14             | 6   | (9)   | - | - | - | -    | 6   | (9)   |
| Club Deportivo FAS · El Salvador                  | Total               | Total               | 20  | (27)  | 0 | 0 | 3 | (12) | 23  | (39)  |
| Alianza Fútbol Club · El Salvador                 | 1.ª                 | 2014-15             | 34  | (33)  | - | - | - | -    | 34  | (33)  |
| Alianza Fútbol Club · El Salvador                 | 1.ª                 | 2015-16             | 42  | (42)  | - | - | - | -    | 42  | (42)  |
| Alianza Fútbol Club · El Salvador                 | 1.ª                 | 2016-17             | 47  | (52)  | - | - | 4 | (4)  | 51  | (56)  |
| Alianza Fútbol Club · El Salvador                 | 1.ª                 | 2017-18             | 8   | (6)   | - | - | - | -    | 8   | (6)   |
| Alianza Fútbol Club · El Salvador                 | 1.ª                 | 2018-19             | 9   | (9)   | - | - | - | -    | 9   | (9)   |
| Alianza Fútbol Club · El Salvador                 | 1.ª                 | 2019-20             | 12  | (13)  | - | - | - | -    | 12  | (13)  |
| Alianza Fútbol Club · El Salvador                 | Total               | Total               | 152 | (155) | 0 | 0 | 4 | (4)  | 156 | (159) |
| Asociación Deportiva Chalatenango · El Salvador   | 1.ª                 | 2020-21             | 14  | (21)  | - | - | - | -    | 14  | (21)  |
| Asociación Deportiva Chalatenango · El Salvador   | Total               | Total               | 14  | (21)  | 0 | 0 | 0 | 0    | 14  | (21)  |
| Asociación Deportiva Isidro Metapán · El Salvador | 1.ª                 | 2021-22             | 21  | (20)  | - | - | - | -    | 21  | (20)  |
| Asociación Deportiva Isidro Metapán · El Salvador | 1.ª                 | 2022-23             | 20  | (20)  | - | - | - | -    | 20  | (20)  |
| Asociación Deportiva Isidro Metapán · El Salvador | 1.ª                 | 2023-24             | 9   | (17)  | - | - | - | -    | 9   | (17)  |
| Asociación Deportiva Isidro Metapán · El Salvador | 1.ª                 | 2024                | 4   | (4)   | - | - | - | -    | 4   | (4)   |
| Asociación Deportiva Isidro Metapán · El Salvador | Total               | Total               | 54  | (61)  | 0 | 0 | 0 | 0    | 54  | (61)  |
| Club Deportivo Platense · El Salvador             | 1.ª                 | 2025-26             |     |       |   |   |   |      |     |       |
| Club Deportivo Platense · El Salvador             | Total               | Total               | 0   | 0     | 0 | 0 | 0 | 0    | 0   | 0     |
| Total en su carrera                               | Total en su carrera | Total en su carrera | 240 | (264) | 0 | 0 | 7 | (16) | 247 | (280) |
| (2) No incluye goles en partidos amistosos.       |                     |                     |     |       |   |   |   |      |     |       |

Reservas
| Club                     | País        | Año         |
| ------------------------ | ----------- | ----------- |
| San Salvador Fútbol Club | El Salvador | 2006 - 2008 |

### Selección nacional
| Selección                                  | Año                 | Partidos | Goles |
| ------------------------------------------ | ------------------- | -------- | ----- |
| El Salvador                                |                     |          |       |
| 2015                                       | 0                   | 0        |       |
| 2016                                       | 5                   | (11)     |       |
| 2017                                       | 0                   | 0        |       |
| 2018                                       | 0                   | 0        |       |
| 2019                                       | 0                   | 0        |       |
| 2020                                       | 0                   | 0        |       |
| 2021                                       | 0                   | 0        |       |
| 2022                                       | 0                   | 0        |       |
| 2023                                       | 0                   | 0        |       |
| 2024                                       | 0                   | 0        |       |
| Total en su carrera                        | Total en su carrera | 5        | (11)  |
| Estadísticas hasta el 27 de julio de 2024. |                     |          |       |

## Palmarés

### Campeonatos nacionales
| Título               | Club                | País        | Año  |
| -------------------- | ------------------- | ----------- | ---- |
| Torneo Apertura 2009 | Club Deportivo FAS  | El Salvador | 2009 |
| Torneo Apertura 2015 | Alianza Fútbol Club | El Salvador | 2015 |
| Torneo Apertura 2017 | Alianza Fútbol Club | El Salvador | 2017 |
| Torneo Clausura 2018 | Alianza Fútbol Club | El Salvador | 2018 |
| Torneo Apertura 2019 | Alianza Fútbol Club | El Salvador | 2019 |